# La Lande-de-Fronsac
La Lande-de-Fronsac é uma comuna francesa na região administrativa da Nova Aquitânia, no departamento da Gironda. Estende-se por uma área de 8,52 km². Em 2010 a comuna tinha 2 500 habitantes (densidade: 293,4 hab./km²).